# هجوم الميادين 2017
هجوم الميادين 2017 هو سلسلة هجمات عسكرية أطلقها الجيش العربي السوري ضد أفراد من تنظيم الدولة الإسلامية (داعش) في محافظة دير الزور وذلك بعد كسر الحصار الذي دام لمدة ثلاث سنوات عن مدينة دير الزور. نُفذ الهجوم من قبل قوات الجيش السوري وقد حصل بهدف فرض الأمر الواقع على عناصر التنظيم في الميادين ومن ثم تأمين القرى والبلدات المحيطة بها.
تزامن الهجوم مع حملة الرقة التي شنتها قوات سوريا الديمقراطية ضد معقل التنظيم المتشدد في سوريا كما تزامنت مع حملة غرب العراق.

## الهجوم
حقَّق الجيش السوري تقدما بحوالي 10 كيلومترات في معقل داعش داخل مدينة الميادين بحلول الرابع من تشرين الأول/أكتوبر. في الوقت نفسه رصد فريق المرصد السوري لحقوق الإنسان سلسلة غارات جوية سورية وروسية تسببت في مقتل ما بين 38 و67 مدني كانوا يعبرون الفرات عن طريق القوارب بالقرب من الميادين. في اليوم التالي، حقق الفيلق الخامس من الحرس الجمهوري تقدما كبيرا واقتحم المدينة بحوالي ست كيلومترات جديدة.
اقتحم الجنود السوريين المدينة من الغرب بحلول 6 تشرين الأول/أكتوبر، وفي اليوم التالي ذكرت مصادر حكومية أن ما يقرب من نصف مدينة الميادين قد سيُطر عليها من قِبل الجيش السوري،  بالإضافة إلى مطار المدينة. في ذلك اليوم؛ شنت القوات الجوية الروسية موجة من الضربات ضد مواقع داعش بالقرب من الميادين وبالقرب من الحدود العراقية قُتل فيها ما يزيد عن 180 من مسلحي التنظيم بما في ذلك عدد كبير من المقاتلين الأجانب. في 8 تشرين الأول/أكتوبر تم محاصرة داعش داخل المدينة. ومع ذلك شن داعش في اليوم التالي هجوما مضادا تمكن فيه من دحر الجيش السوري من الميادين مما خلَّف مقتل 38 من القوات الموالية للحكومة.
في 10 تشرين الأول/أكتوبر بدأ القتال في ضواحي المدينة استعدادا لاقتحام مركزها وفقا لمصادر كثيرة نقلا عن سانا. وفي 11 تشرين الأول/أكتوبر بدأ الجيش السوري بتطويق الميادين، ثم أحاط بكاملها تقريبا في اليوم التالي. حاول الجيش السوري دخول المدينة من الأجزاء الغربية والشمالية، لكنه استطاع في النهاية «الاستيلاء» على أربعة أحياء فقط.
في 14 تشرين الأول/أكتوبر «استرجع» الجيش السوري مدينة الميادين، وفي اليوم التالي اقتحمت قوات النخبة بقيادة سهيل الحسن (المعروف أكثر باسم النمر) الكثير من الأراضي الريفية في الميادين وتقدمت نحو بلدة العشارة. ابتداء من 17 تشرين الأول/أكتوبر كانت كل الأراضي الواقعة بين دير الزور والميادين محاصرة وتحت سيطرة قوات النمر.

## ما بعد الهجوم
في 20 أكتوبر تمكن الجيش السوري من عبور الفرات واستولى على قرية ذيبان، ثم تمكن فيما بعد من الوصول لحقول نفط ضخمة كان يُسيطر عليها تنظيم الدولة الإسلامية. في خطوة مفاجئة دافع مقاتلي داعش عن حقول النفط في قرية آل عمر ثم لجأوا إلى طلب المساعدة من وحدات سوريا الديمقراطية في 22 تشرين الأول/أكتوبر. خلال نفس اليوم تقدم الجيش السوري في اتجاه جنوب الميادين واستولى على مدينة القورية.